# Temperieren (Schokolade)

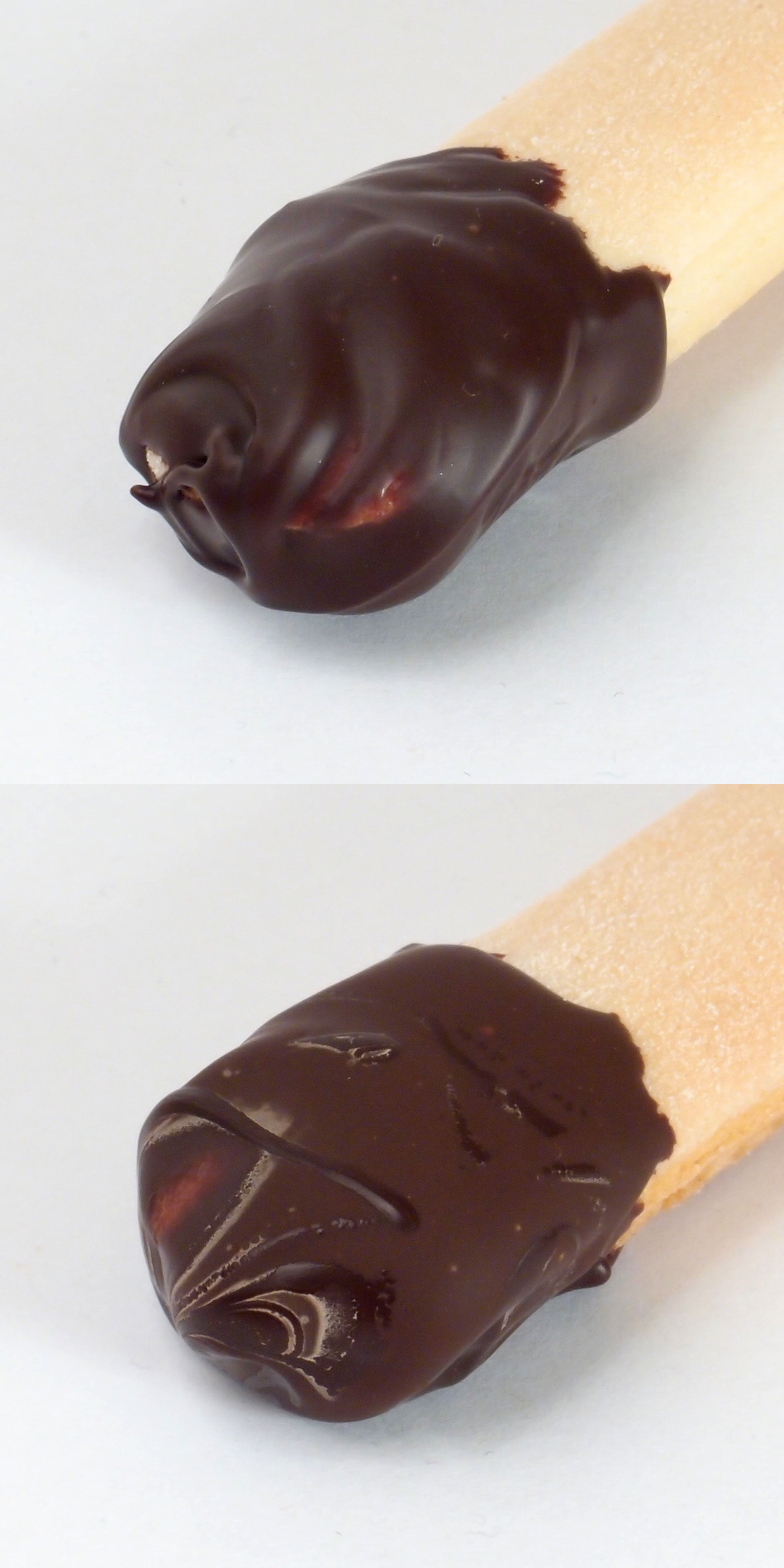
Oben: Richtig temperierte dunkle Kuvertüre. Unten: Dieselbe Kuvertüre, untemperiert bei 40 °C verarbeitet: Stumpfe Oberfläche, Fettreif

Als Temperieren oder Vorkristallisieren bezeichnet man die thermische und mechanische Behandlung von geschmolzener Schokolade vor dem Gießen, Formen oder Überziehen mit dem Ziel, dass das fertige Produkt eine schöne, glänzende Oberfläche und einen knackigen Bruch erhält und sich leicht aus der Form lösen lässt. Schokolade, die untemperiert erstarrt, wird schnell stumpf, bricht torfig und neigt dazu, Fettreif zu bilden. Die Notwendigkeit des Temperierens ergibt sich aus dem besonderen Kristallisationsverhalten der in der Schokolade enthaltenen Kakaobutter, die ohne diese Behandlung beim Erstarren eine instabile Kristallform ausbilden würde; die nachträgliche Umwandlung in eine stabilere Form führt dann zu den beschriebenen unerwünschten Effekten. Der Temperiervorgang zielt daher auf verschiedenen Wegen darauf ab, die Kakaobutter zu veranlassen, möglichst weitgehend in einer stabilen Form zu kristallisieren.
Das richtige Temperieren ist Grundvoraussetzung zur Herstellung von Schokolade ohne gravierende Qualitätsmängel. Es ist einerseits eine Handwerkstechnik der Konditoren und Chocolatiers (und auch im Haushalt) beim Anfertigen von Pralinen, Schokoladenfiguren usw. und beim Überziehen von Gebäck mit Kuvertüre, andererseits ein Arbeitsschritt in der industriellen Schokoladenherstellung. Man kann Schokolade von Hand bereits mit einfachen Küchenwerkzeugen temperieren, es gibt aber auch Temperiermaschinen sehr unterschiedlicher Bauarten im Handwerks- und Industriemaßstab.
Kakaohaltige Fettglasur muss in der Regel nicht temperiert werden, was einer ihrer Vorteile gegenüber echter Schokolade ist.

## Hintergrund

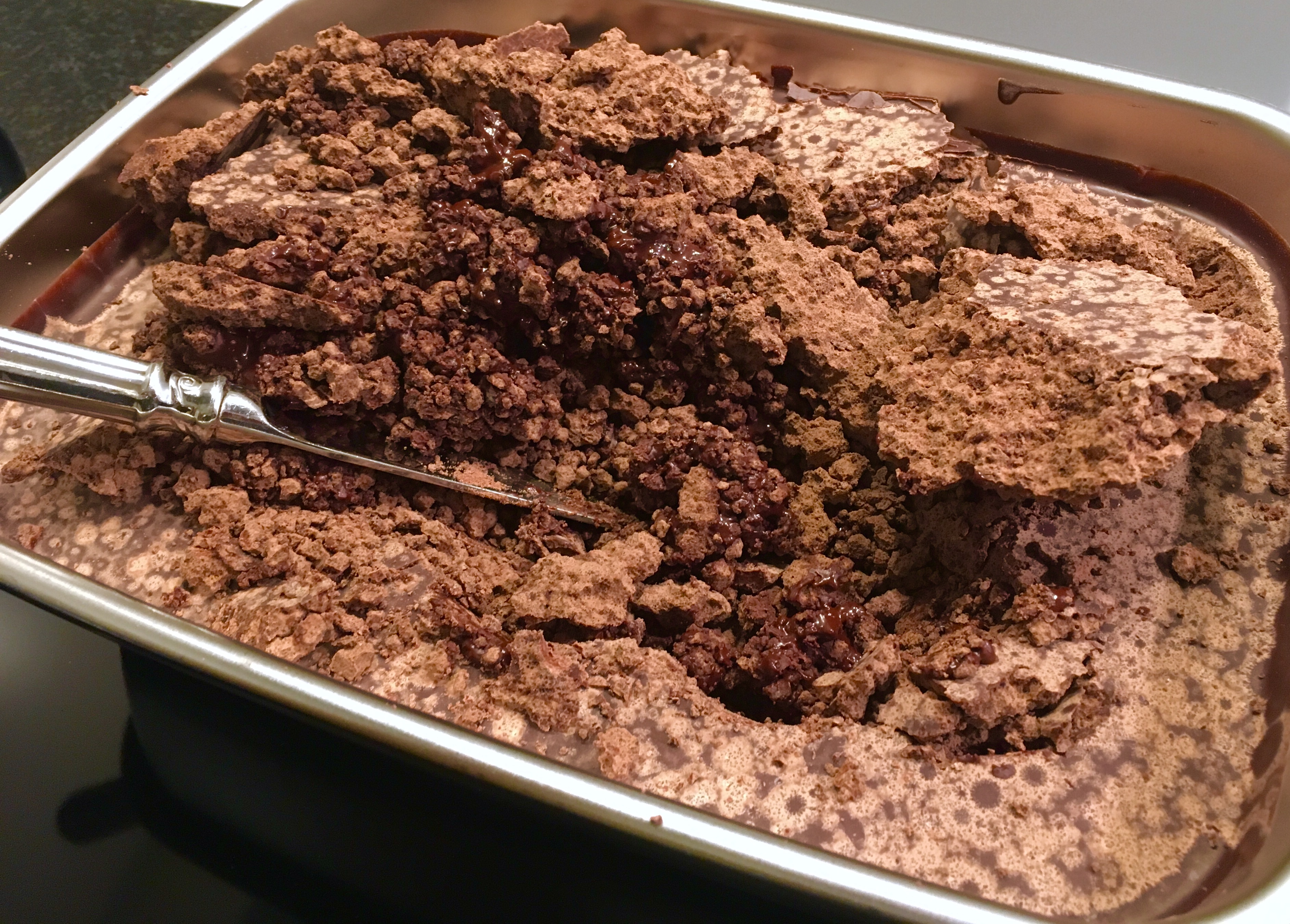
Untemperierte Schokoladenmasse

Kakaobutter ist ein Gemisch verschiedener Triglyceride, die polymorph, das heißt in verschiedenen Gitterstrukturen, kristallisieren können. Diese Kristallformen heißen Modifikationen, werden mit römischen Zahlen (vor allem in der Süßwarenwirtschaft) oder griechischen Buchstaben (in der Fettchemie) bezeichnet und unterscheiden sich in ihrem Schmelzpunkt, ihrer Dichte und in der Neigung der Fettsäureketten zur Ebene des Kristallgitters. Die Polymorphie der Kakaobutter ist ziemlich kompliziert und nach wie vor Gegenstand der Forschung; entscheidend für das Verständnis des Temperiervorgangs ist jedoch in erster Linie folgendes: Wenn vollständig geschmolzene Kakaobutter rasch abkühlt, kristallisiert sie hauptsächlich in einer instabilen Modifikation mit einem Schmelzpunkt von ca. 28 °C. Diese wird in der Literatur teils als Form IV, teils als β′ bezeichnet. Ihre Instabilität äußert sich darin, dass sie im Normalfall innerhalb weniger Stunden zu einer anderen Modifikation umkristallisiert, der Form V oder β, die einen Schmelzpunkt von ca. 34 °C hat, einigermaßen stabil ist und allgemein als die gewünschte Kristallform für Schokolade angesehen wird.
Das Kristallgitter der Form IV ist weniger dicht als das der Form V. Die Volumenkontraktion der Schokolade beim Erstarren mit einem hohen Anteil der Form IV ist geringer, so dass sich die Trennung aus Gussformen gegebenenfalls schwieriger gestaltet. Dagegen bewirkt die Umkristallisation in der erstarrten Schokolade eine weitere Kontraktion, die zu einer stumpfen Oberfläche und zum Austreten und Auskristallisieren von Fett an der Oberfläche in Form von Fettreif führt.
Es ist außerdem erwähnenswert, dass auch die Form V nicht vollkommen stabil ist, sondern bei langer Lagerung in eine endgültige Form VI umkristallisiert, mit ähnlichen Wirkungen wie beim Übergang von IV zu V, jedoch viel langsamer, so dass Schokolade oftmals jahrelang gelagert werden kann, bevor Fettreif auftritt. Ein Vorkristallisieren in der Form VI wäre wünschenswert, ist mit konventioneller Temperiertechnik aber nicht machbar.

## Verfahren
Alle Verfahren des Temperierens haben zum Ziel, in der geschmolzenen Schokolade einen hohen Anteil von Kristallisationskeimen der Form V und einen geringeren Anteil von Kristallen der instabileren Formen zu erzeugen. Da der Schmelzpunkt der Form V höher ist als der anderen Formen, genügt es grundsätzlich, flüssige Schokolade auf 34 °C zu kühlen und so lange umzurühren, bis sich genügend Kristallisationskeime gebildet haben, um die ganze Masse im Falle einer raschen Abkühlung in der gewünschten Modifikation erstarren zu lassen. Dies dauert jedoch viel zu lange – eher Tage als Stunden – so dass man zu Mitteln greift, um die Kristallisation zu beschleunigen. Hierzu bieten sich in erster Linie zwei Möglichkeiten:
- Zum einen ist es möglich, die Kristallisation einzuleiten, indem man eine geringe Menge bereits feste, in der gewünschten Form kristallisierte Schokolade zugibt. Hierzu wird die vollständig geschmolzene Schokolade auf ca. 30–33 °C gekühlt (für Milchschokolade etwa 3 Grad kälter) und dann mit zerkleinerter Schokolade geimpft und verrührt.[1] Diese Vorgehensweise eignet sich vor allem für die Arbeit mit kleinen Chargen und wird oftmals in Haushaltsrezepten beschrieben, wo ein Teil der Kuvertüre vom Schmelzen zurückbehalten und geraspelt oder gerieben wird, aber auch in der Konditorei ist die Impfmethode bei der Arbeit mit Temperier- und Gießmaschinen gängig.
- Die zweite Möglichkeit macht sich die Erkenntnis zunutze, dass die Kristallisation nicht nur durch Abkühlen, sondern auch durch mechanische Einwirkung, insbesondere durch das Ausüben von Scherkräften auf die Schokoladenmasse beschleunigt werden kann. Das liegt daran, dass bei gleichem Kristallisationsgrad viele kleine, gut verteilte Kristalle eine bessere Wirkung entfalten als wenige große Kristallisationskeime. Die Scherkräfte brechen die Kristalle auf und verteilen sie gleichmäßig in der Masse; der Effekt ist dermaßen ausgeprägt, dass man bei sehr starker Bearbeitung Kakaobutter anstelle von Stunden oder Tagen in 30 Sekunden vorkristallisieren kann. In der Praxis stellt die Erhitzung durch das Umrühren ein Problem dar, weil dadurch die entstandenen Kristalle wieder zu schmelzen drohen. Man arbeitet daher mit mäßigen Scherkräften und kühlt die Schokoladenmasse auch weiter herunter. Typisch für diese Verfahren ist, dass die an den kalten Oberflächen von Behältern und Werkzeugen entstehenden Kristalle immer wieder mit den wärmeren Masseteilen vermischt werden.[2] Nach diesem Prinzip funktioniert das handwerkliche „Tablieren“ der Schokolade, es liegt aber auch den meisten industriellen Temperiermaschinen zugrunde.

Temperaturverlauf beim Temperieren, Beispiel für eine Milchschokolade (nach Talbot 2009)

Der übliche Temperaturverlauf beim Temperieren ist im nebenstehenden Diagramm wiedergegeben (die Temperaturangaben sind als ungefähre Beispiele zu verstehen, die genauen Temperaturen variieren je nach der Zusammensetzung der Schokolade und dem angewandten Verarbeitungsverfahren): Zunächst wird die Schokolade auf ungefähr 50 °C erhitzt, um sie vollständig zu schmelzen, womit gemeint ist, dass sie möglichst kein kristallines Fett mehr enthalten soll. In der Praxis sind die Temperaturen typischerweise etwas niedriger, teils um Energie zu sparen, teils weil insbesondere Milchschokolade bei maximal 45 °C aufbewahrt werden sollte, um die Aggregation von Milchproteinen zu vermeiden.
Nach dem Aufschmelzen wird die Schokoladenmasse bis kurz unter den Schmelzpunkt der Kristallform V abgekühlt und es folgt die Phase, in der die Kristallisation gefördert wird. Während dies geschieht, sinkt die Temperatur weiter ab. Dies führt zum einen dazu, dass sich auch Kristallisationskeime niedrigerschmelzender, instabiler Formen bilden, zum anderen steigt die Viskosität der Masse, das heißt, sie wird dickflüssig. Zur weiteren Verarbeitung, sei es zum Formgießen, sei es als Überzugsmasse, ist jedoch normalerweise eine dünnflüssige Masse besser geeignet. Aus diesem Grund wird die Schokolade wieder auf eine Verarbeitungstemperatur von ca. 30 °C oder etwas mehr erwärmt. Entscheidend ist, dass diese Temperatur oberhalb des Schmelzpunktes der Form IV und anderer, noch instabilerer Formen, jedoch unterhalb des Schmelzpunktes der stabilen Form V liegt. Dadurch schmelzen die unerwünschten instabilen Kristalle ab, während gleichzeitig die Masse dünnflüssiger wird.

## Handwerkliches Temperieren
Im Haushalt und in der Gastronomie, Bäckerei und Konditorei müssen oftmals kleinere Mengen Schokolade temperiert werden. Dabei arbeitet man teils von Hand, teils mit Maschinen, die den Temperiervorgang mehr oder minder weitgehend automatisieren.

### Temperieren von Hand
Beim Temperieren von Hand wird die Schokolade zunächst vollständig geschmolzen, indem sie üblicherweise in einem Wasserbad oder Wärmeschrank oder, wie unten beschrieben, in einem Mikrowellenherd auf eine Temperatur von 45 bis 50 °C erhitzt wird. Für das weitere Vorgehen haben sich mehrere Methoden bewährt:
- Tabliermethode: Der größere Teil der flüssigen Schokolade wird auf eine Arbeitsplatte aus Marmor gegossen, ungefähr ein Drittel wird zurückgehalten. Auf der Platte wird die Masse mit einem Spachtel bearbeitet, bis sie auf ca. 26–28 °C abgekühlt und dickflüssig geworden ist. Dann wird sie zur flüssigen Schokolade zurückgegeben und gut vermischt. Der Vorgang kann nötigenfalls auch wiederholt werden, bis die gesamte Schokolade heruntergekühlt ist; am Ende wird sie wieder auf 31–33 °C erwärmt.[6]
- Impfmethode: In die geschmolzene Schokolade werden zerkleinerte oder geriebene feste Schokolade oder Schokoladenlinsen (Pellets) eingerührt, bis die Masse so weit abgekühlt ist, dass sie dickflüssig wird und sich die zugegebenen Stückchen nur noch schwer auflösen. Dann wird sie wieder auf 31–33 °C erwärmt.[6]
- Temperieren im Wasserbad: Die Schokolade wird geschmolzen und im kalten Wasserbad unter Rühren bis auf ca. 26 °C abgekühlt, dann wieder auf 31–33 °C erwärmt.[6]
- Temperieren in der Mikrowelle: Die feste Schokolade wird zerkleinert oder bereits in Form von Pellets beschafft. Die Stückchen werden im Mikrowellenherd geschmolzen, indem sie immer ca. 30 Sekunden lang erhitzt und dann durchgerührt werden.[6]

### Gieß- und Temperiermaschinen

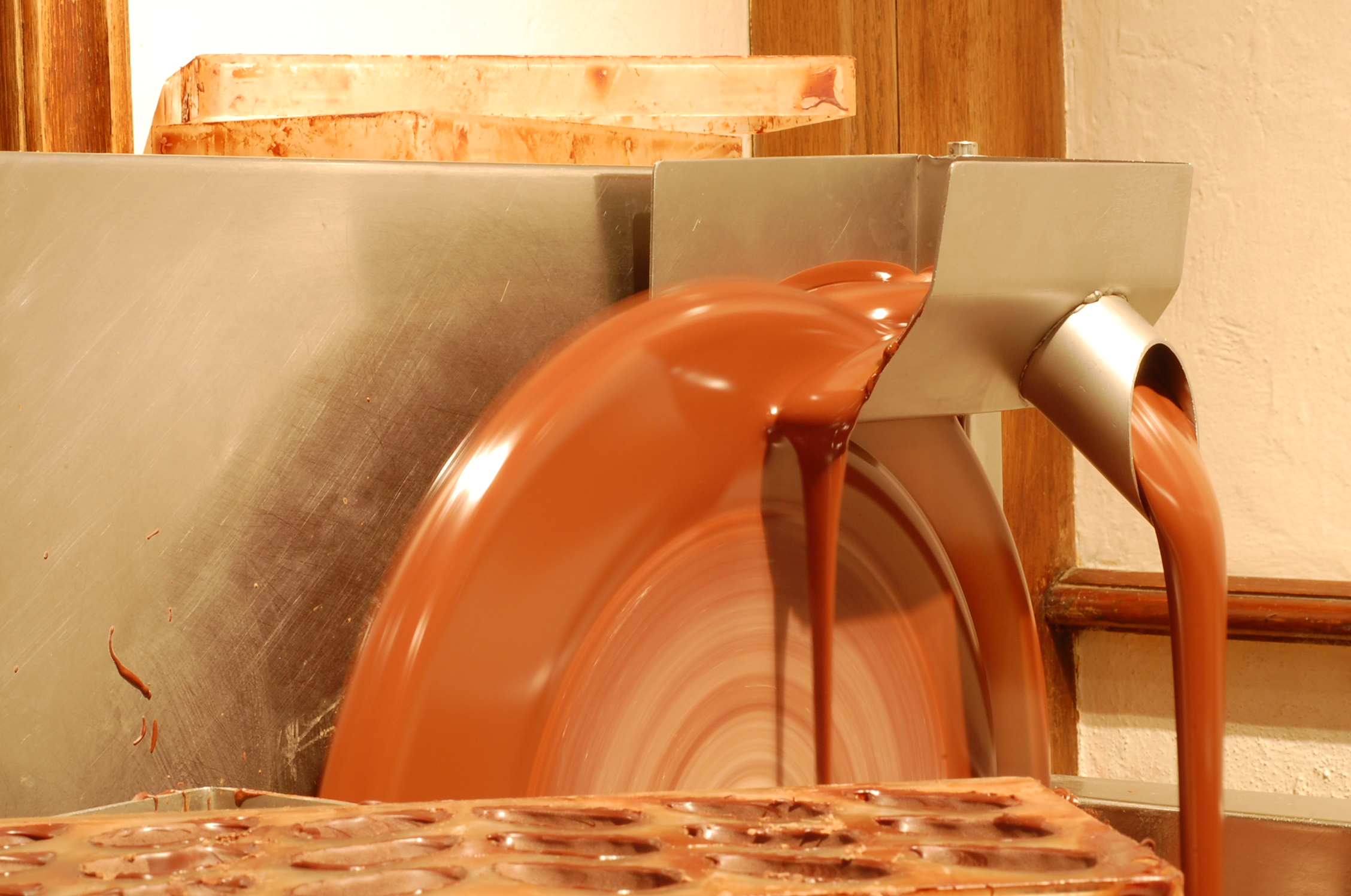
Abstreifer an einer Gießmaschine, links die im Uhrzeigersinn rotierende Scheibe

Besonders im handwerklichen Bereich kann die Arbeit durch verschiedene Geräte unterstützt werden:
- Gieß- und Temperiermaschinen dienen vor allem dazu, Schokolade in Formen zu gießen. Sie bestehen aus einer beheizbaren Wanne, in die feste Schokolade gegeben und langsam aufgeschmolzen wird. Vor dem Verarbeiten werden gehackte Schokolade oder Schokoladenlinsen zugegeben und eingeschmolzen. Eine kreisrunde Scheibe ist so an der Wanne angebracht, dass sie im unteren Bereich in die flüssige Masse eintaucht. Diese Scheibe wird nun in eine dauernde Drehbewegung versetzt, so dass sie die anhaftende Schokolade anhebt. Im oberen Bereich ist eine Abstreifvorrichtung mit einem Abfluss, aus dem die Schokolade in einem Strahl wieder in die Wanne zurückfließt. Auf diese Weise kann man Gussformen füllen, man kann die abfließende Schokolade aber auch auffangen und in eine Überzugsmaschine leiten usw.; so können kleine automatische Produktionsanlagen aufgebaut werden.[7]
- Automatische Temperiermaschinen: Es gibt auch für den handwerklichen Bereich vollautomatische Temperiermaschinen, in die feste Schokolade eingefüllt und aus denen am Ende vollständig temperierte flüssige Schokolade entnommen werden kann. Sie arbeiten ähnlich den weiter unten beschriebenen Temperierkesseln.[7]

## Temperiermaschinen

### Temperierkessel

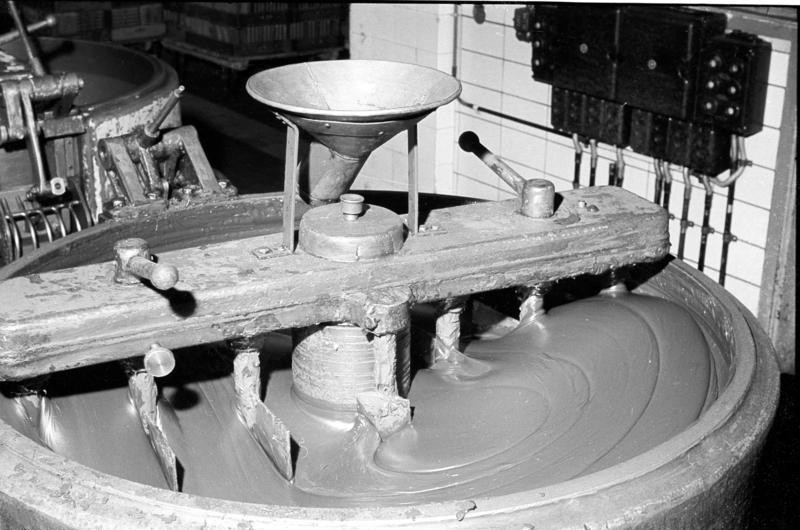
Temperierkessel bei Wissoll 1962

Zu den einfachsten und ältesten industriellen Modellen zählen die Teller- oder Schüsseltemperiermaschinen, bei denen es sich im Grunde um eine Automatisierung des weiter oben beschriebenen Temperierens im Wasserbad im größeren Maßstab handelt. Die Maschine besteht aus einem doppelwandigen Kessel, in dem die geschmolzene Schokolade mit einem Rührwerk ständig durchmischt wird. Der Behälter lässt sich mit Wasser, das im Mantelraum zirkuliert, heizen und kühlen. Während der Abkühlungsphase werden die an den kalten Wänden sich bildenden Kristalle durch spezielle Messer ständig abgeschabt und in die flüssige Masse gemischt.
Diese Maschinen benötigen eine lange Verweilzeit der Schokolade, arbeiten im Normalfall nur chargenweise und haben einen relativ großen Platzbedarf. Wegen dieser Nachteile sind sie für die Schokoladenproduktion im großen Maßstab nicht gut geeignet und aus der industriellen Schokoladenfertigung weitgehend verschwunden. Sie haben jedoch auch einige Vorteile; neben ihrem einfachen Aufbau und der unkomplizierten Reinigung ist das vor allem die außerordentlich homogene Kristallisation, die sich mit guten Konstruktionen erzielen lässt, und die für modernere kontinuierliche Systeme weiterhin die Messlatte bildet.

### Kontinuierliche Systeme
Bei den kontinuierlich arbeitenden Systemen wird die flüssige Schokolade durch mehrere hintereinander angeordnete Wärmetauscher gefördert, die sie zunächst zur Kristallisationstemperatur abkühlen und anschließend wieder leicht erhitzen. Dabei werden die erstarrenden Anteile durch bewegliche Teile ständig Scherkräften ausgesetzt und von den Oberflächen der Wärmetauscher abgeschabt. Die genaue Konstruktion der Kühlzonen und der Abschaber unterscheidet sich je nach Hersteller und Modell teils stark.

## Messen des Temperiergrades

### Konventionelles Messverfahren
Um festzustellen, wie weit die Vorkristallisation einer Schokoladenmasse vorangeschritten ist – das heißt wie viele Kristallisationskeime vorhanden sind, der Temperiergrad – kann man den Einfluss der Vorkristallisation auf den Verlauf der Massentemperatur beim Erstarren ausnutzen. Es wird behauptet, dass erfahrene Chocolatiers die Fähigkeit besitzen, sich einen Tropfen flüssige Schokolade auf die Lippe zu tun und am empfundenen Kühleffekt zu erkennen, ob sie ausreichend temperiert ist und verarbeitet werden kann. Zur Qualitätssicherung in industriellen Prozessen und für ähnliche Zwecke benötigt man jedoch eine präzise Aufzeichnung der Abkühlkurve der Schokoladenmasse unter kontrollierten Bedingungen (also eine dynamische thermische Analyse). Zu diesem Zweck gibt es elektronische Messgeräte, sogenannte Tempermeter.

Aufbau eines Tempermeters (nach Windhab 2009)

Tempermeter kühlen die Schokoladenmasse bei möglichst gleichbleibender Umgebungstemperatur (isotherm) ab, bis sie erstarrt ist, und messen währenddessen fortwährend die Massentemperatur. Der grundsätzliche Aufbau des Geräts ist in der nebenstehenden Skizze dargestellt: Ein Probenbehälter aus wärmeleitfähigem Material wie Kupfer oder Aluminium wird mit der flüssigen Schokoladenmasse befüllt und verschlossen. Durch den Verschluss ragt ein Temperaturfühler wie beispielsweise ein Platin-Messwiderstand in die Probe hinein. Der Probenbehälter wird dann in einen äußeren Behälter mit Eiswasser getaucht oder in einen Kühlblock aus Peltier-Elementen mit einer konstanten Temperatur von 0 bis 10 °C eingesetzt. Dies führt dazu, dass die Schokolade innerhalb von etwa 4 Minuten fest wird; ihre Temperatur wird währenddessen von dem Temperaturfühler gemessen und auf Papier ausgedruckt (bei älteren Geräten) oder am Bildschirm angezeigt. Mit einiger Fachkenntnis kann der Bediener anhand des Verlaufs der Abkühlungskurve erkennen, ob die Schokolade den gewünschten Temperiergrad hat. Es gibt auch mikroprozessorgesteuerte Tempermeter, welche direkt einen repräsentativen Wert wie „chocolate temper units“ ausgeben. Zur Prozesssteuerung sind auch Tempermeter erhältlich, die den Temperiergrad von Schokoladenmasse während des Herstellungsprozesses vollautomatisch kontinuierlich überwachen.

Abkühlkurven von Schokolade bei verschiedenen Temperiergraden (nach Windhab 2009)

Die nebenstehende Abbildung zeigt drei verschiedene typische Temperaturverläufe. Die Temperaturentwicklung wird dadurch beeinflusst, dass bei der Kristallisation die Fettmoleküle in einen Zustand niedrigerer Energie übergehen und daher Energie in Form von Kristallisationsenthalpie abgeben.
- Die rote Kurve zeigt eine Schokoladenmasse, die als untertemperiert bezeichnet werden kann. Sie enthält nur wenige Kristallisationskeime und hat daher die beim vorherigen Schmelzvorgang zugeführte Schmelzenthalpie noch nicht wieder abgegeben. Die Abkühlung ist schnell, und die Kristallisation setzt bei einer relativ niedrigen Temperatur ein, führt jedoch zu einer so ausgeprägten Abgabe von Wärme, dass die Kühlung mehr als kompensiert wird und die Masse sich kurzzeitig wieder erwärmt, bevor sie wieder zur Abkühlung übergeht. Die Tangente der Kurve am Wendepunkt hat eine positive Steigung.
- Die gelbe Kurve zeigt eine Schokoladenmasse, die als ideal temperiert (korrekt temperiert o. ä.) bezeichnet werden kann. Hier sind bereits viele Kristalle vorhanden, so dass die noch enthaltene Schmelzenthalpie geringer ist. Dies gleicht die Abkühlung zwar zeitweise aus, führt jedoch nicht zu einer signifikanten Erwärmung der Masse. Die Wendetangente hat eine Steigung von ungefähr 0, das heißt, sie ist waagerecht.
- Die blaue Kurve zeigt eine Schokoladenmasse, die als übertemperiert bezeichnet werden kann. Hier haben sich bereits so viele Kristallisationskeime gebildet, dass nur noch relativ wenig Schmelzenthalpie frei wird, welche die Abkühlung verlangsamt, aber nicht anhält. Die Masse kühlt langsam, aber ununterbrochen ab, die Wendetangente hat eine negative Steigung.

Es ist zu beachten, dass trotz der wertenden Bezeichnungen nicht mit Absolutheit gesagt werden kann, welche Kurve für einen bestimmten Herstellungsprozess am besten ist – dies kommt immer auf die konkreten Begebenheiten, insbesondere die eingesetzte Temperiermaschine und das Rezept der Schokolade, an. Der gewünschte Temperaturverlauf – zum Beispiel die optimale Tangentensteigung – muss jeweils ermittelt werden.

### Weitere Verfahren
Neben der technisch relativ einfachen Aufzeichnung der Abkühlkurve sind vor allem im Labormaßstab weitere Verfahren entwickelt worden:
- Dynamische Differenzkalorimetrie funktioniert ähnlich wie konventionelle Tempermeter insofern als auch hier die Masse unter isothermen Bedingungen abgekühlt wird. Sie erlaubt eine genauere Messung des dabei auftretenden spezifischen Wärmestroms und gibt damit Aufschluss über den Kristallanteil ebenso wie über die Mengenverteilung der vorliegenden Modifikationen.
- Thermorheometrie ist eine ergänzende Untersuchungsmethode, welche die Bedingungen in einer Temperiermaschine nachahmen kann. Sie misst die Entwicklung der scheinbaren Viskosität der Masse über die Zeit bei gleichbleibender Schergeschwindigkeit.
- Kernspinresonanzspektroskopie zur Bestimmung des Festfettanteils (Solid fat content, SFC) lässt sich ebenfalls zum Messen des Temperiergrades einsetzen.